# Edmonton Sun
Le Edmonton Sun est un quotidien canadien de format tabloïd publié à Edmonton (Alberta) 
C'est une filiale du groupe Postmedia Network, qui publie aussi le National Post et le Edmonton Journal. Post Media est détenu par le fonds Chatham Asset Management.

## Histoire
par Sun Media. Il fut publié pour la première fois en 1978 et est reconnu pour ses positions éditoriales conservatrices ainsi que pour ses "Sunshine Girls", des photos de mannequins publiées quotidiennement. Une fois par année, le Sun publie une édition spéciale "swimsuit" et, autour de Noël, ils publient une édition lingerie.